# رابرت سالیوان (جودوکار)
رابرت سالیوان (انگلیسی: Robert Sullivan؛ زادهٔ ۱۸ ژوئن ۱۹۴۹) جودوکار اهل بریتانیا است. او در بازی‌های المپیک تابستانی ۱۹۷۲ حضور داشت.
سالیوان در سال ۱۹۷۳ با خواننده ولزی بانی تایلر ازدواج کرد.